# Philadelphia Phillies
Philadelphia Phillies – drużyna baseballowa grająca we wschodniej dywizji National League, ma siedzibę w Filadelfii w stanie Pensylwania.

## Historia

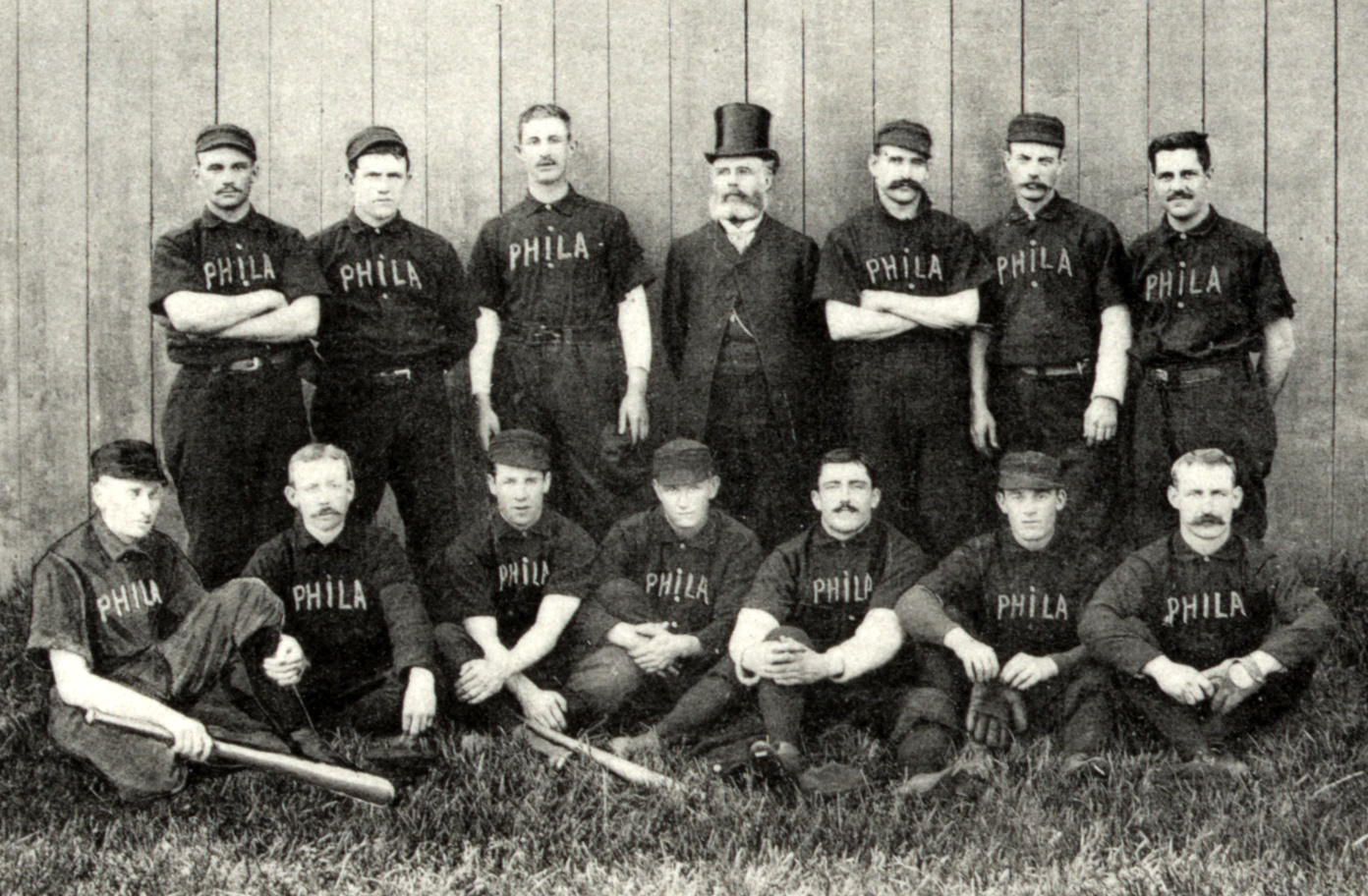
Philadelphia Quakers w 1883 roku.

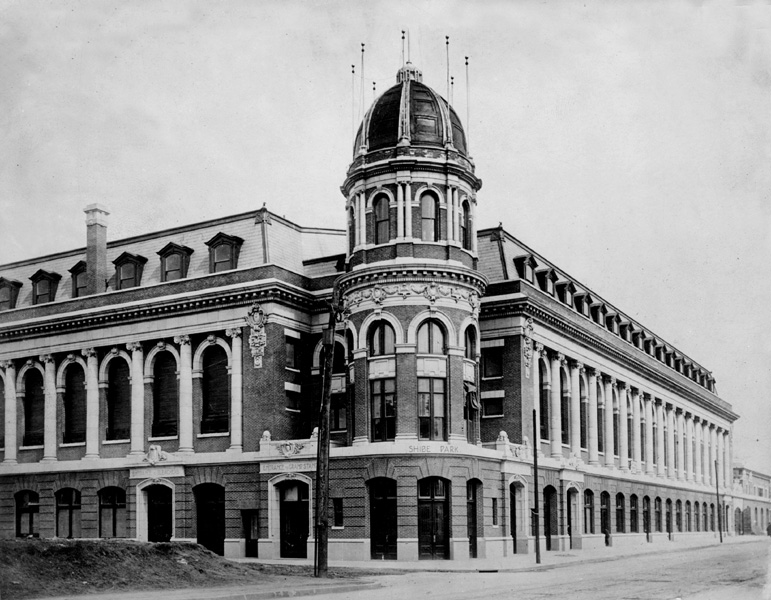
Wejście na stadion Shibe Park, na którym Phillies występowali w latach 1938–1970.

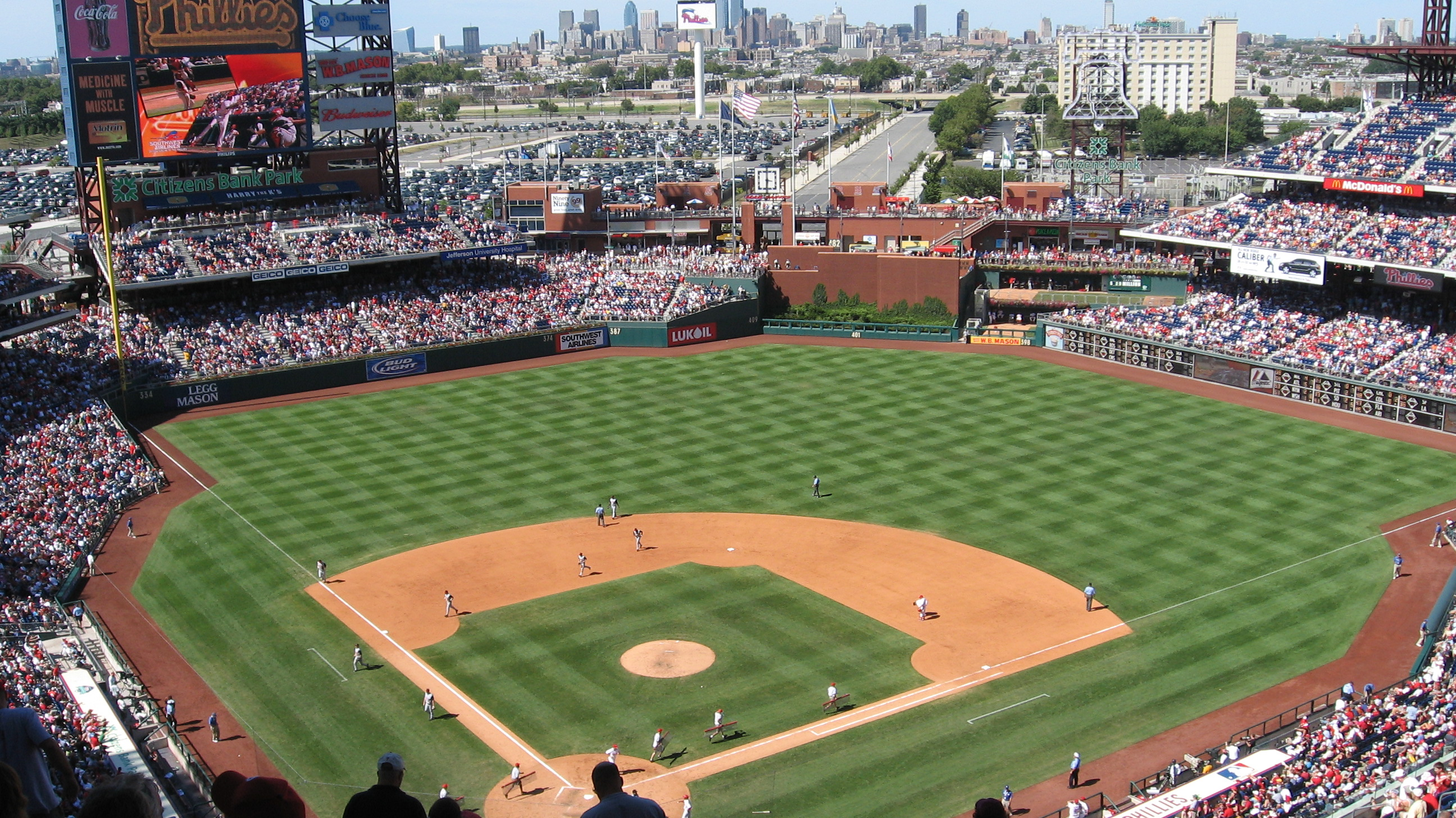
Citizens Bank Park

Klub założono w 1883 jako Philadelphia Quakers i w tym samym roku przystąpił do rozgrywek w National League. Pierwszy mecz zespół rozegrał 1 maja 1883 na stadionie Recreation Park przeciwko Providence Grays. Rok później nazwę klubu zmieniono na Philadelphians, którą skrócono do Phillies i używano jej zamiennie z Quakers do 1890, kiedy klub oficjalnie i ostatecznie zmienił nazwę na Philadelphia Phillies. W 1887 kosztem 110 tysięcy dolarów wybudowano nowy obiekt Philadelphia Park, na którym Phillies występowali do roku 1937.
W sezonie 1915 zespół uzyskując bilans 90–62 i jednocześnie zwyciężając w National League, awansował do World Series, w których uległ Boston Red Sox 1–4. W 1938 Phillies przenieśli się na powstały w 1902 roku stadion Shibe Park (w latach sześćdziesiątych XX wieku nazwę obiektu zmieniono na Connie Mack Stadium). Kolejny awans do World Series nastąpił w 1950 roku, gdzie Phillies przegrali z New York Yankees 0–4.
Od sezonu 1971 Phillies w roli gospodarza rozgrywali swoje mecze na Veterans Stadium, który mógł pomieścić ponad 62 tysiące widzów. W latach 1976–1978 zespół trzykrotnie docierał do National League Championship Series, trzykrotnie odpadając z rywalizacji, jednak w sezonie 1980 zdobył pierwszy mistrzowski tytuł, pokonując w World Series Kansas City Royals 4–2. W skróconym z powodu strajku zawodników sezonie 1981 Phillies przegrali w National League Division Series z Montreal Expos 2–3. W latach 1983 i 1993 zespół uzyskał awans do World Series, w których dwukrotnie doznał porażki (odpowiednio 1–4 z Baltimore Orioles i 2–4 z Toronto Blue Jays).
W 2004 kosztem 458 milionów dolarów wybudowano nowy stadion Citizens Bank Park, mogący pomieścić ponad 43 tysiące widzów. W sezonie 2008 Phillies po raz drugi w historii zdobyli mistrzowski tytuł, pokonując w World Series Tampa Bay Rays 4–1. Rok później zespół ponownie uzyskał awans do finałów, jednak przegrał z New York Yankees 2–4.

## Sukcesy
| Tytuł                                               | Liczba | Rok                                                              |
| --------------------------------------------------- | ------ | ---------------------------------------------------------------- |
| World Series                                        | 2      | 1980, 2008                                                       |
| National League/National League Championship Series | 7      | 1915, 1950, 1980, 1983, 1993, 2008, 2009, 2022                   |
| National League East Division                       | 11     | 1976, 1977, 1978, 1980, 1983, 1993, 2007, 2008, 2009, 2010, 2011 |

## Zastrzeżone numery
Od 1997 numer 42 zastrzeżony jest przez całą ligę ku pamięci Jackie Robinsona, który jako pierwszy Afroamerykanin przełamał bariery rasowe w Major League Baseball.
| Riche Ashburn OF: 1948–1959 Zastrzeżony w 1979 | Jim Bunning P: 1964–1967 1970–1971 Zastrzeżony w 2001 | Mike Schmimdt 3B: 1972–1989 Zastrzeżony w 1990 | Steve Carlton P: 1972–1986 Zastrzeżony w 1989 | Robin Roberts P: 1948–1961 Zastrzeżony w 1962 | Jackie Robinson 2B Zastrzeżony w 1997 | Grover C. Alexander P: 1911–1917 1930 Uhonorowany w 2001 | Chuck Klein OF: 1928–1933 1936–1939 1940–1944 Uhonorowany w 2001 |